# Béatrice (bande dessinée)
Pour les articles homonymes, voir Béatrice (homonymie).
Béatrice est une série de bande dessinée créée en 2006 par Phlppgrrd dans le no 3564 du journal Spirou.

## Univers
Constitué de strips, la série met en scène Béatrice, une fillette d'environ six ans, s'inspirant de la fille de l'auteur. Elle y porte son regard candide sur la vie et le monde dans ses questions et commentaires,.

## Publication
Béatrice est d'abord publié dans le journal La Presse pendant un an avant d'être publié en France par Spirou.